# Olympische Sommerspiele 2004/Teilnehmer (Bhutan)
| Gelbes Symbol für Goldmedaillen mit stilisierten Olympischen Ringen | Graues Symbol für Silbermedaillen mit stilisierten Olympischen Ringen | Braundes Symbol für Bronzemedaillen mit stilisierten Olympischen Ringen |
| ------------------------------------------------------------------- | --------------------------------------------------------------------- | ----------------------------------------------------------------------- |
| —                                                                   | —                                                                     | —                                                                       |

Bhutan nahm an den Olympischen Sommerspielen 2004 in Athen, Griechenland, mit einer Delegation von zwei Sportlern (ein Mann und eine Frau) teil.

## Teilnehmer nach Sportarten

### Bogenschießen
- Tashi Peljor
Einzel Männer: 32. Platz

- Tshering Chhoden
Einzel Frauen: 32. Platz